# Seret
De Seret (Серет) is een 242 km lange zijrivier van de Dnjestr in het westen van Oekraïne. Ze doorstroomt van noord naar zuid het Wolynisch-Podolisch Plateau, parallel aan de net iets langere Zbroetsj.
De voornaamste plaats aan de zeer bochtige Seret is met afstand Ternopil, waar de rivier een meer vormt, gevolgd door Tsjortkiv.
De bron van de Seret ligt ten oosten van de plaats Zolotsjiv op slechts enkele kilometers van de bron van de Westelijke Boeg, een rivier die afwatert op de Oostzee.
De benedenloop van de sterk meanderende Seret heeft een diep dal uitgesleten in het plateau. In dit karstlandschap bevinden zich verschillende grotten. Die van Oehryn en Verteba liggen direct aan de rivier bij Tsjortkiv. De laatste is een belangrijke archeologische vindplaats van de Tripyllia- of Cucutenicultuur.
De Seret dient niet te worden verward met de Siret, een rivier die in het Oekraïens eveneens de naam Seret draagt.